# Georges Piletta
Georges Piletta (Parigi, 1945) è un ex ballerino francese.

## Biografia
Georges Piletta nacque a Parigi, figlio della prima ballerina dell'Opéra Comique Anna Stephan e dell'acrobata Pierre Piletta. Iniziò a studiare danza durante l'infanzia e nel 1955 fu ammesso alla scuola di danza dell'Opéra di Parigi.
All'età di sedici anni si unì al corps de ballet del balletto dell'Opéra di Parigi, in cui ebbe una rapida carriera: nel 1965 fu promosso al rango di solista e nel 1967 a primo ballerino. Dopo aver ottenuto un grande successo con il ruolo da protagonista nel Tarangaila di Roland Petit, nel 1969 fu proclamato danseur étoile della compagnia.
Nel corso della sua carriera si distinse per le sue doti recitative, che lo portarono ad interpretare con successo sia ruoli drammatici che da caratterista en travesti. Tra i numerosi ruoli ricoperti nei suoi vent'anni come étoile della compagnia si annoverano Frollo in Notre-Dame de Paris, l'eponimo protagonista in Petruška, la strega ne La bella addormentata, Il figliol prodigo di George Balanchine, Madre Simone ne La fille mal gardée e Coppélius in Coppelia.
Diede il suo addio alle scene nel 1989 e da allora si è dedicato all'insegnamento della danza. È sposato con Yasmine Piletta, insegnante di mimo alla scuola di danza dell'Opéra di Parigi.